# SN 2005fd
SN 2005fd – supernowa typu Ia odkryta 10 września 2005 roku w galaktyce A213511+0009. W momencie odkrycia miała maksymalną jasność 22,30m.